# Rasa Kreivytė
Rasa Kreivytė (ur. 18 listopada 1967 w Kownie) – litewska koszykarka, występująca na pozycji rzucającej, reprezentantka kraju. Po zakończeniu kariery zawodniczej trenerka koszykarska, od 2013 trenerka LSU Kowno.
Po zakończeniu kariery sportowej została nauczycielką w Litewskiej Akademii Sportu, w Kownie. Kierowała tam żeńską drużyną koszykówki, która grała w najwyższej kasie rozgrywkowej. Największym osiągnięciem klubu było 4. miejsce w sezonie 2005/2006. Ponadto trenowała litewską młodzieżową reprezentację kobiet na trzech mistrzostwach Europy: 2005 (Dywizja „B” - 3. miejsce), 2008 (8. miejsce), 2012 (12. miejsce).
Od 2013 roku główną trenerką młodzieżowej drużyny studenckiej LSU Kowno.
W 2000 roku ukończyła studia podyplomowe na Litewskim Uniwersytecie Sportu, a w 2007 roku uzyskała stopień doktora. 29 czerwca 2012 roku Rasa obroniła rozprawę doktorską na temat: „Różne metody nauczania i środki pomocnicze dla dokładności rzutów wolnych”. Rada Naukowa Litwy przyznała jej stopień doktora. W 2012 roku ukazała się książka „Ćwiczenia przygotowawcze do koszykówki”, której współautorami są także Antanas Čižauskas i Mindagaus Balčiūnas.

## Osiągnięcia
Na podstawie, o ile nie zaznaczono inaczej..

### Drużynowe
- Mistrzyni:
  - Ligi Bałtyckiej (1996, 1997)
  - Litwy (1997, 1999)
- Uczestniczka międzynarodowych rozgrywek Pucharu Ronchetti (1993/1994, 1999/2000)

### Indywidualne
- Order Wielkiego Księcia Giedymina IV klasy (1997)
- Medal Wydziału Wychowania Fizycznego i Sportu Za Zasługi dla Sportu Litewskiego (1998)

### Reprezentacja
Seniorska
- Mistrzyni Europy (1997)
- Uczestniczka:
  - mistrzostw:
    - świata (1998 – 6. miejsce, 2002 – 11. miejsce)
    - Europy (1997, 1999 – 6. miejsce)

  - kwalifikacji do mistrzostw Europy (1997, 2001, 2003)